# Na Cidade sem Meu Carro
Na cidade sem meu carro (em inglês: European Mobility Week) é uma campanha mundial que visa uma reflexão sobre o uso intensivo do automóvel nas cidades e seus efeitos na emissão de poluentes; perda de qualidade de vida; redução de áreas verdes e de convivência para construção de novas vias de tráfego entre outras externalidades negativas.
A data era realizada de maneira pulverizada em alguns países europeus, mas principalmente na França. A partir do ano 2000 foi adotada a entrada do outono no hemisfério Norte, 22 de setembro, como a data oficial do evento que assim passou a ser realizada maneira integrada em diversas cidades daquele continente. Atualmente é realizada "Semana Européia da mobilidade".
No Brasil, o evento foi realizado em 2000 de maneira pioneira pelos funcionários da empresa gestora de transportes de Belo Horizonte, a BHTRANS, originando a ONG transporte e ecologia em movimento - ongtrem. Desde 2001 o evento se transformou numa jornada e é coordenado pela ONG Ruaviva.